# Hypochalcia
Hypochalcia é um gênero de mariposa pertencente à família Crambidae.